# DSV-Segellehrerlizenz B

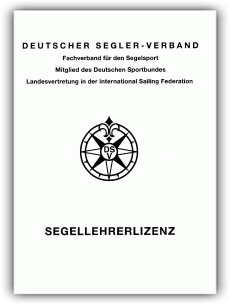
Segellehrerlizenz

Die DSV-Segellehrerlizenz B ist ein freiwilliger Nachweis des Deutschen Segler-Verbands, die dem Inhaber die Fähigkeit bescheinigt, Segelschüler zum Sportküstenschifferschein und zum Sportseeschifferschein ausbilden zu können.

## Voraussetzungen
Um eine DSV-Segellehrerlizenz B zu erhalten, muss der Bewerber folgende Voraussetzungen erfüllen:
- DSV-Segellehrerlizenz A
- seit mindestens zwei Jahren Sportküstenschifferschein mit Antriebsmaschine und unter Segel oder Sportseeschifferschein mit Antriebsmaschine und  unter Segel.
- Nachweis von 750 Unterrichtseinheiten von 45 Minuten durchgeführter Ausbildung nach Erwerb der A-Lizenz an einer DSV-anerkannten Segelschule.

## Prüfung
Die Prüfung gliedert sich in folgende Teile:
- Schriftliche Kartenaufgabe: Die Bewerberinnen und Bewerber absolvieren eine schriftliche Prüfung, bei der eine Kartenaufgabe zu bearbeiten ist.
- Theoretische Lehrprobe: Der Bewerber muss zu zwei Themen je einen 45-minütige Unterrichtseinheit schriftlich vorbereiten und beim DSV einreichen. Die Unterrichtseinheiten müssen vor der Prüfungskommission gehalten werden.
- Praktische Lehrprobe: Der Bewerber muss vor der Prüfungskommission eine praktische Unterrichtseinheit abhalten. Die Einheit muss direkt am Wasser oder auf einem Schiff abgehalten werden.
- gegebenenfalls kooperative Prüfungsgespräche zur Lernstandserhebung, theoretischen und/oder praktischen Lehrprobe.

## Befähigung
Segellehrer ist kein geschützter Beruf. Das bedeutet, dass sich prinzipiell jeder Segellehrer nennen darf. Eine DSV-Segellehrerlizenz ist somit ein freiwilliger Nachweis über die Fähigkeit, Segelschüler ausbilden zu können. Die Lizenz soll dem Segelschüler den Nachweis darüber geben, dass der Ausbilder einen vom DSV geprüften Wissensstand hat.
Inhaber einer DSV-Segellehrerlizenz dürfen sich DSV-Segellehrer nennen.